# Blackjack (Fear the Walking Dead)
«Regaliz» —título original en inglés: «Blackjack»-  es el decimotercer episodio cuarta temporada de la serie de televisión posapocalíptica, horror Fear the Walking Dead. Se estrenó el 9 de septiembre de 2018. Fue dirigido por Sharat Raju y el guion estuvo a cargo de Ian Goldberg y Richard Naing.

## Trama
La misteriosa mujer contacta a Morgan y otros a través del walkie y Morgan reconoce su voz. Ella les advierte que dejen de ayudar a las personas, ya que las debilita. Strand y John están abandonados y las aguas circundantes tienen un cocodrilo. Luciana se encuentra con Clayton, un hombre mayor que está mortalmente herido y atrapado en su coche por la tormenta. Su último deseo es tomar una cerveza, así que Luciana se pone en camino en busca de una. John y Strand montan una balsa usando una caravana de un camión. John usa la bocina para atraer a los caminantes al agua y distraer al caimán cuando comienzan a cruzar. Sin embargo, la bocina deja de sonar y el cocodrilo ataca su balsa, provocando una fuga. John le dispara y nadan de regreso. Luciana descubre una caja de suministros que dejó Morgan y encuentra una cerveza adentro (de Jim, que es cervecero). La casilla también está marcada con el canal de radio de Morgan. Luciana regresa a Clayton con la cerveza y él le dice que era camionero y que tiene cuadernos con descripciones de los lugares donde dejó suministros. Luego muere y Luciana evita su reanimación. Luciana se reencuentra con Morgan y los demás luego de contactar con su canal de radio. Luego, Charlie y Alicia se comunican con Morgan por radio, pero es interrumpida por la misteriosa mujer, que conduce el camión SWAT de Althea. Se acerca al semirremolque con todos adentro y abre fuego con las armas del camión SWAT.

## Recepción
"Blackjack" recibió algo positivo de los críticos. En Rotten Tomatoes, "Blackjack" obtuvo una calificación del 71% con una puntuación promedio de 8/10 basada en 7 reseñas.

### Calificaciones
El episodio fue visto por 1,71 millones de espectadores en los Estados Unidos en su fecha de emisión original, por encima de las audiencias del episodio anterior de 1,52 millones de espectadores.